# 北京私立正志中学
北京私立正志中学，1914年建立，创办人是民国政要徐树铮，徐是段祺瑞嫡系，曾任陆军部次长。1914年袁世凯疏远段祺瑞，徐树铮也去职从事教育，1915年护国战争爆发，徐又被重新启用。该校初建于北京菜市口，教员中有民国大作家林纾。1920年由教育部接办，改名成达中学，教育部次长傅岳棻兼校长，搬迁到阜成门外。今为首都师范大学附属中学，校址在海淀区北洼路33号。